# Miecz Oriona

Gwiazdozbiór Oriona

Miecz Oriona – umowny fragment gwiazdozbioru Oriona ciągnący się poniżej Pasa Oriona w kierunku gwiazdy Saif (κ Ori), której arabska nazwa oznacza właśnie miecz. W obszarze tym znajduje się widoczna gołym okiem Wielka Mgławica Oriona (M42), będąca jej częścią Mgławica de Mairana (M43), mgławice NGC 1977/1975/1973 oraz gromady otwarte NGC 1981 oraz NGC 1980.

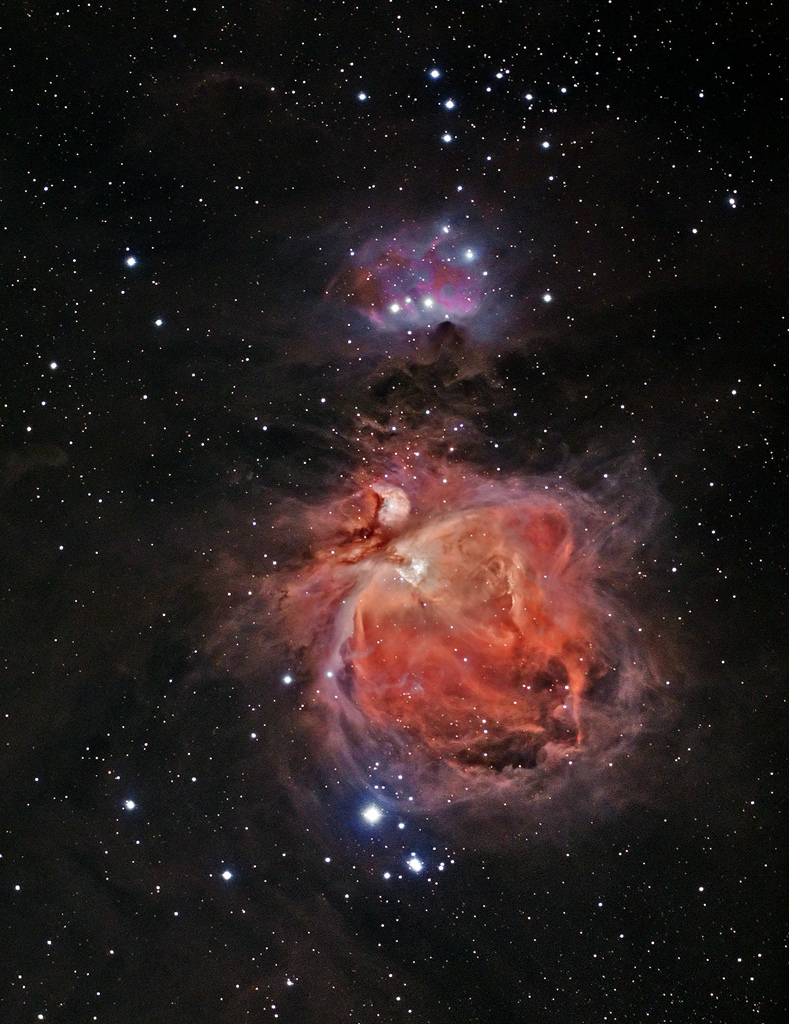
Zbliżenie Miecza Oriona. W górnej części zdjęcia znajduje się gromada NGC 1981, poniżej leży kompleks mgławic NGC 1977/1975/1973 oraz M42 i M43, a poniżej mgławic – gromada NGC 1980 (autor: David St. Louis).